# Kabinett Franklin D. Roosevelt

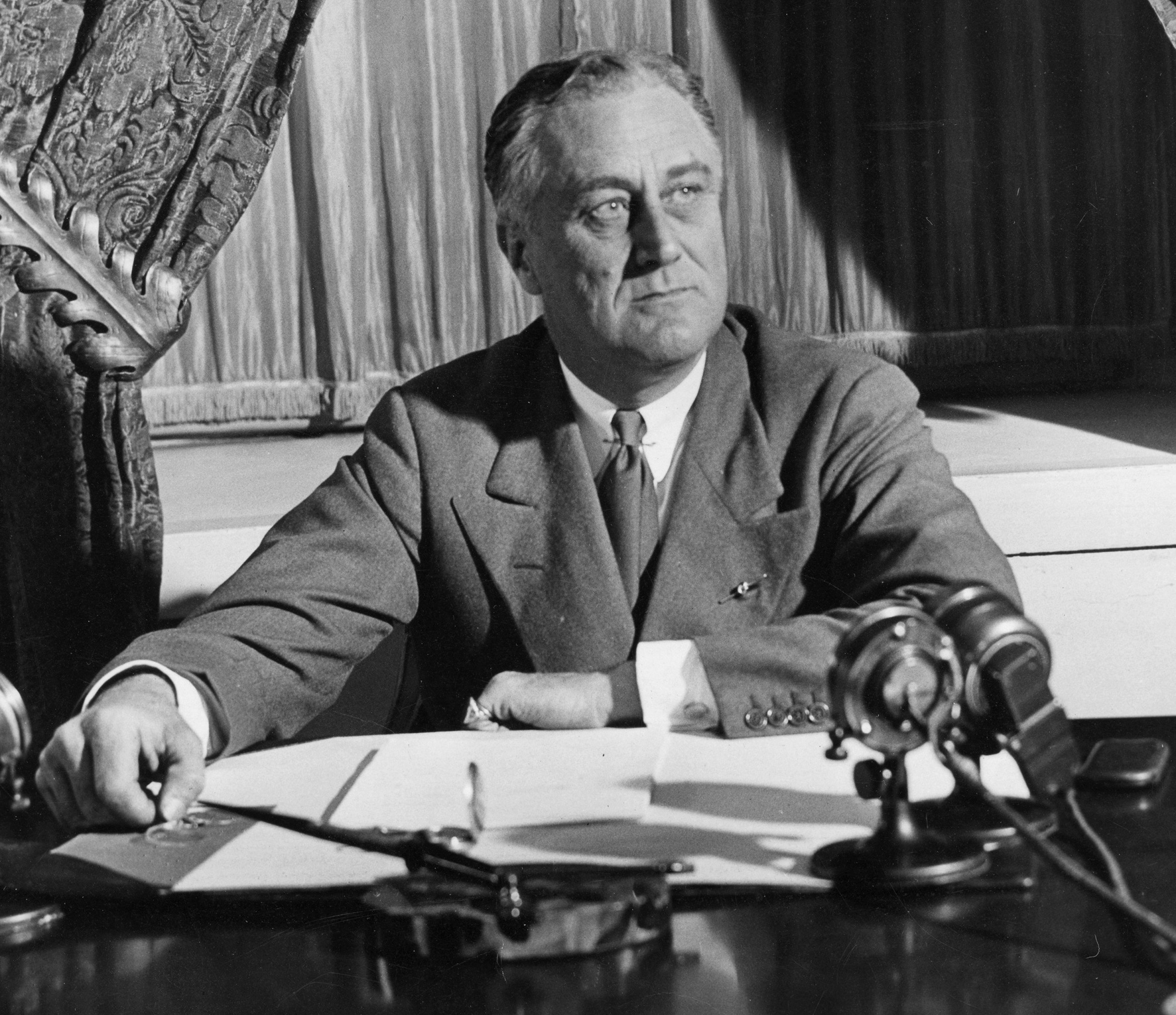
Franklin D. Roosevelt, 32. Präsident der Vereinigten Staaten

Das Kabinett Franklin D. Roosevelt ist benannt nach Franklin D. Roosevelt. Dieser übte das Amt des Präsidenten der Vereinigten Staaten länger als jeder seiner Vorgänger und Nachfolger aus. Nach seinem Erfolg über Amtsinhaber Herbert Hoover im Jahr 1932 wurde er drei weitere Male  von den Wählern bestätigt. Er starb kurz nach Beginn seiner vierten Amtszeit im April 1945.
Trotz der langen Präsidentschaft Roosevelts gab es zwei Minister, die während der kompletten Zeit in ihrem Amt verblieben: Innenminister Harold L. Ickes und Arbeitsministerin Frances Perkins. Sie war überdies die erste Frau, die jemals in das US-Kabinett berufen wurde. Mit Finanzminister William H. Woodin, der allerdings nach nicht einmal einem Jahr aus gesundheitlichen Gründen zurücktrat, und Marineminister Frank Knox, der im Amt starb, berief der Demokrat Roosevelt auch zwei Republikaner in seine Regierung. Überdies war er, bedingt durch seine mehrfache Wiederwahl, der einzige Präsident, unter dem drei Vizepräsidenten dienten. Letzterer, Harry S. Truman, musste nach nur 82 Tagen als Roosevelts Stellvertreter das Präsidentenamt übernehmen.

## Mehrheit im Kongress
| Präsident                         | Präsident                 | Kongress | Haus  | Haus    | Senat | Senat | Gesamt | Gesamt             |
| --------------------------------- | ------------------------- | -------- | ----- | ------- | ----- | ----- | ------ | ------------------ |
|                                   | Franklin D. Roosevelt (D) | 73.      |       | 313/435 |       | 59/96 |        | Unified government |
| 74.                               | Franklin D. Roosevelt (D) | 322/435  | 69/96 |         |       |       |        | Unified government |
| 75.                               | Franklin D. Roosevelt (D) | 334/435  | 76/96 |         |       |       |        | Unified government |
| 76.                               | Franklin D. Roosevelt (D) | 262/435  | 68/96 |         |       |       |        | Unified government |
| 77.                               | Franklin D. Roosevelt (D) | 268/435  | 66/96 |         |       |       |        | Unified government |
| 78.                               | Franklin D. Roosevelt (D) | 222/435  | 57/96 |         |       |       |        | Unified government |
| 79.                               | Franklin D. Roosevelt (D) | 244/435  | 57/96 |         |       |       |        | Unified government |
| Quelle: Repräsentantenhaus, Senat |                           |          |       |         |       |       |        |                    |

## Das Kabinett
| Ressort / Amt                                   | Amtsinhaber               | Partei | Partei           | Zeitraum  | Bild |
| ----------------------------------------------- | ------------------------- | ------ | ---------------- | --------- | ---- |
| Präsident der Vereinigten Staaten               | Franklin Delano Roosevelt |        | Demokrat (D)     | 1933–1945 |      |
| Vizepräsident der Vereinigten Staaten           | John Nance Garner         |        | D                | 1933–1941 |      |
| Vizepräsident der Vereinigten Staaten           | Henry Agard Wallace       |        | D                | 1941–1945 |      |
| Vizepräsident der Vereinigten Staaten           | Harry S. Truman           |        | D                | 1945      |      |
| Ministerämter                                   |                           |        |                  |           |      |
| Außenminister der Vereinigten Staaten           | Cordell Hull              |        | D                | 1933–1944 |      |
| Außenminister der Vereinigten Staaten           | Edward Reilly Stettinius  |        | D                | 1944–1945 |      |
| Finanzminister der Vereinigten Staaten          | William Hartman Woodin    |        | Republikaner (R) | 1933      |      |
| Finanzminister der Vereinigten Staaten          | Henry Morgenthau          |        | D                | 1934–1945 |      |
| Kriegsminister der Vereinigten Staaten          | George Henry Dern         |        | D                | 1933–1936 |      |
| Kriegsminister der Vereinigten Staaten          | Harry Hines Woodring      |        | D                | 1936–1940 |      |
| Kriegsminister der Vereinigten Staaten          | Henry Lewis Stimson       |        | R                | 1940–1945 |      |
| Marineminister der Vereinigten Staaten          | Claude Augustus Swanson   |        | D                | 1933–1939 |      |
| Marineminister der Vereinigten Staaten          | Charles Edison            |        | R                | 1940      |      |
| Marineminister der Vereinigten Staaten          | William Franklin Knox     |        | R                | 1940–1944 |      |
| Marineminister der Vereinigten Staaten          | James Vincent Forrestal   |        | D                | 1944–1945 |      |
| Justizminister der Vereinigten Staaten          | Homer Stille Cummings     |        | D                | 1933–1939 |      |
| Justizminister der Vereinigten Staaten          | William Francis Murphy    |        | D                | 1939–1940 |      |
| Justizminister der Vereinigten Staaten          | Robert Houghwout Jackson  |        | D                | 1940–1941 |      |
| Justizminister der Vereinigten Staaten          | Francis Beverley Biddle   |        | D                | 1941–1945 |      |
| Postminister der Vereinigten Staaten            | James Aloysius Farley     |        | D                | 1933–1940 |      |
| Postminister der Vereinigten Staaten            | Frank Comerford Walker    |        | D                | 1940–1945 |      |
| Innenminister der Vereinigten Staaten           | Harold LeClair Ickes      |        | D                | 1933–1945 |      |
| Landwirtschaftsminister der Vereinigten Staaten | Henry Agard Wallace       |        | D                | 1933–1940 |      |
| Landwirtschaftsminister der Vereinigten Staaten | Claude Raymond Wickard    |        | D                | 1940–1945 |      |
| Handelsminister der Vereinigten Staaten         | Daniel Calhoun Roper      |        | D                | 1933–1938 |      |
| Handelsminister der Vereinigten Staaten         | Harry Lloyd Hopkins       |        | D                | 1938–1940 |      |
| Handelsminister der Vereinigten Staaten         | Jesse Holman Jones        |        | D                | 1940–1945 |      |
| Handelsminister der Vereinigten Staaten         | Henry Agard Wallace       |        | D                | 1945      |      |
| Arbeitsminister der Vereinigten Staaten         | Frances Coralie Perkins   |        | D                | 1933–1945 |      |
| Andere Mitglieder im Kabinettsrang              |                           |        |                  |           |      |
| Direktor des Bureau of the Budget               | Lewis Williams Douglas    |        | D                | 1933–1934 |      |
| Direktor des Bureau of the Budget               | Daniel W. Bell            |        | D                | 1934–1939 |      |
| Direktor des Bureau of the Budget               | Harold D. Smith           |        | D                | 1939–1945 |      |